# Bysjön, Botkyrka kommun
Bysjön är en sjö i Botkyrka kommun i Södermanland som ingår i Tyresån-Trosaåns kustområde. Sjön har en area på 0,0999 kvadratkilometer och ligger 35,7 meter över havet. Sjön avvattnas av vattendraget Saxbroån.

## Beskrivning
Sjön ligger strax väster om Rikstens golfbana respektive söder om Rikstens gård. Sjön ingår i Kagghamraåns sjösystem. Området runt Bysjön är av kommunalt intresse för kulturmiljövården.
Avrinningen sker till sjön Getaren via Bockån. Bysjön omges till största delen av mjukbottenstränder. I den sydöstra delen av avrinningsområdet finns en jordbruksfastighet. En del av den öppna ytan är en före detta sand- och torvtäkt som ingår i Tullingeåsen där Jehanders fortfarande har verksamhet längre söderut. Avrinningsområdets avgränsning mot väster är osäker.
Utsträckningen av sjön är 3 km i nordsydlig riktning och bredden är cirka 1,5 km. Sjöytan är 9,99 hektar. Bysjön är uppdelad i en större och 17 meter djup nordlig del och en fem meter djup sydlig del med ett grundområde mellan delarna. Dödisgropar, som den i Pålamalms naturreservat, klapperstensfält och frispolade block i strandvallarna bidrar till ett högt vetenskapligt värde av området. Tullinge flygplats, som upptar större delen av avrinningsområdets norra utsträckning, är numera nedlagd och området håller på att exploateras för bostadsbebyggelse.
Vid en provfiskning i augusti 2008 påträffades tre signalkräftor och en flodkräfta. Signalkräftorna kan ha vandrat in från sjön Getaren där de planterats ut. Signalkräftorna är inte kräftpestbärare men kommer troligen att konkurrera ut flodkräftorna.

## Delavrinningsområde
Bysjön ingår i delavrinningsområde (656137-162160) som SMHI kallar för Ovan Axån. Medelhöjden är 60 meter över havet och ytan är 34,21 kvadratkilometer. Det finns inga avrinningsområden uppströms utan avrinningsområdet är högsta punkten. Avrinningsområdets utflöde Saxbroån mynnar i havet. Avrinningsområdet består mestadels av skog (74 procent) och öppen mark (10 procent). Avrinningsområdet har 0,87 kvadratkilometer vattenytor vilket ger det en sjöprocent på 2,7 procent.